# International Superstar Soccer 2
International Superstar Soccer 2 (skraćeno: ISS 2) je nogometna videoigra iz International Superstar Soccer serijala japanske tvrtke Konami.
Izašla je 2002. godine za PlayStation 2, Gamecube i Xbox konzole.